# Jorge Lang Islas
Jorge Lang Islas fue un militar mexicano. Dentro de la Armada de México llegó a tener el grado de Almirante. Fue diputado federal por el II Distrito Electoral Federal de Colima en la XLIV Legislatura del Congreso de la Unión de México supliendo a Tomás Bejaráno Figueroa. Perteneció a la 2.ª Comisión de Defensa Nacional al lado del coronel y diputado Leandro Castillo Venegas; el diputado José Ortiz Ávila y el capitán y diputado Carlos Trujillo Pérez. Fue designado comandante general de la Armada de México por el presidente Gustavo Díaz Ordaz.